# Werner Müller (Biologe)
Werner Müller (* 1956 in Ratingen) ist ein deutscher Biologe. Er war von 2006 bis 2018 Hochschulprofessor an der Universität Manchester in England und beschäftigte sich mit der Funktion und Entstehung des Immunsystems. Seit dem 1. August 2018 ist er emeritiert und seitdem Projektmanager bei Miltenyi Biotec.

## Leben
Müller arbeitete von 1980 bis 2000 am Institut für Genetik an der Universität Köln. Von 2000 bis 2008 leitete er am Helmholtz-Zentrum für Infektionsforschung in Braunschweig die Abteilung für experimentelle Immunologie.
Rund 160 wissenschaftliche Arbeiten mit seinem Namen sind im Citation Index gelistet. Diese wurden über 15.000-mal zitiert. Werner Müllers Hirsch-Index beträgt 57. 2015 wurde er zum Ordentlichen Mitglied in die Academia Europaea gewählt.